# さいたま市立与野本町小学校
さいたま市立与野本町小学校（さいたましりつ よのほんまちしょうがっこう）は、埼玉県さいたま市中央区本町東3丁目にある公立小学校である。

## 沿革
出典
- 1872年（明治5年）10月28日 - 上町の長伝寺に与野学校が開校。
- 1882年（明治15年）3月 - 仲町（現与野高校所在地）に移転し、鶴鳴学校と改称。
- 1889年（明治22年）11月17日 - 与野学校と改称。
- 1892年（明治25年）4月 - 第一与野尋常小学校と改称。
- 1910年（明治43年）5月25日 - 高等科を設置し、第一与野尋常高等小学校となる。
- 1926年（大正15年）11月20日 - 現在地に移転し、与野尋常高等小学校となる。
- 1941年（昭和16年）4月 - 国民学校令により、与野国民学校と改称。
- 1947年（昭和22年）4月1日 - 学制改革により、与野第一小学校と改称。
- 1954年（昭和29年）4月1日 - 与野町立本町小学校と改称。
- 1958年（昭和33年）
  - 7月15日 - 与野町の市制施行に伴い、与野市立本町小学校と改称。
  - 8月5日 - 北校舎竣工。
- 1970年（昭和45年）3月6日 - 東校舎竣工。
- 1971年（昭和46年）3月16日 - 南校舎竣工（木造校舎解体）。
- 1987年（昭和62年）10月28日 - プール竣工（コミュニティセンター2階部分）。
- 1993年（平成5年） - 南校舎大規模改修。
- 1994年（平成6年） - 東校舎大規模改修。
- 1995年（平成7年） - 北校舎大規模改修。
- 1997年（平成9年）9月1日 - コンピュータ教室完成。
- 1998年（平成10年）10月8日 - 校庭改修（ダスト舗装）。
- 2001年（平成13年）5月1日 - 与野・浦和・大宮3市が合併したさいたま市発足により、さいたま市立与野本町小学校と改称。
- 2004年（平成16年） - 校庭改修。
- 2005年（平成17年） - 東校舎・南校舎耐震補強工事。
- 2016年（平成28年）10月29日 - 開校145周年を祝う会開催。
- 2020年（令和2年）
  - 2月28日 - プール棟大規模改修工事終了。
  - 3月9日 - 複合施設（北校舎・給食室）建設開始。
  - 3月11日 - 体育館大規模改修工事終了（コミセン北側棟）。
- 2021年（令和3年）
  - 3月5日 - 東校舎と南校舎が竣工。
  - 11月5日 - 開校150周年記念式典挙行。

## 通学区域
出典
- 下落合5丁目（7番～10番）
- 下落合6丁目（8番～10番）
- 下落合7丁目（5番～7番）
- 上峰1丁目（3番以降）
- 上峰2丁目（全域）
- 上峰4丁目（全域）
- 本町西1丁目（全域）
- 本町西2丁目（全域）
- 本町西3丁目（1番(5号～9号・11号)、1番30号～2番4号、2番6号、2番(22号・23号)、3番4号、3番24号、4番(1号～9号・28号・29号)）
- 本町東1丁目（全域）
- 本町東2丁目（全域）
- 本町東3丁目（全域）
- 本町東4丁目（1番～8番12号、8番25号～9番12号、9番24号～9番31号、11番～25番、26番7号～26番13号、28番1号～28番3号、28番13号）

## 進学先中学校
出典
- さいたま市立与野西中学校（上峰1丁目と上峰2丁目を除く地域から通う児童の主な進学先）
- さいたま市立八王子中学校（上峰1丁目と上峰2丁目から通う児童の主な進学先）

## 周辺
- 与野郷土資料館 - 同一敷地内
- 与野本町郵便局 - 敷地が隣接。
- 公益社団法人さいたま市シルバー人材センター与野事務所 - さいたま市道をはさんで、敷地が隣接。
- JR東日本埼京線与野本町駅
- JR東日本東北新幹線 - ただし、線路が通るだけで、大宮駅は離れている。
- このほか、公園や中小規模の医療機関も点在する。

## 交通
- 東日本旅客鉄道（JR東日本）埼京線与野本町駅から徒歩6分。

## 主な出身者
- 高瀬優孝（サッカー選手：ブラウブリッツ秋田）
- 細沼綾（バレーボール選手：KUROBEアクアフェアリーズ）